# Валер-су-Монтаньї
Валер-су-Монтаньї (фр. Valeyres-sous-Montagny) — громада  в Швейцарії в кантоні Во, округ Юра-Нор-Водуа.

## Географія
Громада розташована на відстані близько 70 км на захід від Берна, 30 км на північ від Лозанни.
Валер-су-Монтаньї має площу 2,3 км², з яких на 16,4% дозволяється будівництво (житлове та будівництво доріг), 60,9% використовуються в сільськогосподарських цілях, 22,7% зайнято лісами, 0% не є продуктивними (річки, льодовики або гори).

## Демографія
2019 року в громаді мешкало 709 осіб (+9,2% порівняно з 2010 роком), іноземців було 15,2%. Густота населення становила 311 осіб/км².
За віковим діапазоном населення розподілялося таким чином: 20% — особи молодші 20 років, 61,5% — особи у віці 20—64 років, 18,5% — особи у віці 65 років та старші. Було 292 помешкань (у середньому 2,4 особи в помешканні).
Із загальної кількості 113 працюючих 17 було зайнятих в первинному секторі, 34 — в обробній промисловості, 62 — в галузі послуг.